# Félix de Nicosie
Pour les articles homonymes, voir Saint Félix et Saint Jacques.
Félix de Nicosie (Nicosie, 5 novembre 1715 - Nicosie 31 mai 1787) est un frère lai capucin italien. Chargé de mendier de la nourriture pour son couvent, l'exemple de sa vie et ses paroles suscitèrent la ferveur de la population. Il s'adonna à de dures pénitences, se dévoua aux pauvres dans la rue et on lui attribue de nombreux miracles de son vivant. Il est vénéré comme saint par l'Église catholique.

## Biographie
À 18 ans, Giacomo Amoroso frappe à la porte du couvent pour y être accueilli en tant que frère lai, mais il est refusé parce qu’il ne sait ni lire ni écrire. Sans se lasser, sans chercher une autre voie, il insiste, et après dix ans d’attente, il est finalement accueilli à Mistretta, Sicile chez les Frères mineurs capucins.
Après un an de noviciat, il fait profession religieuse et envoyé à Nicosia où il est chargé de demander l’aumône pour ses frères. Chaque jour, il parcourt les rues en frappant aux palais des riches pour leur demander de partager leurs richesses, tandis qu’il apporte réconfort et secours aux pauvres. Il remercie humblement chacun en disant : « Que ce soit pour l’amour de Dieu ».
« Pour lui, tout existait en Dieu, source de vie, d’harmonie et de paix. Et à part Dieu, il n’existait plus rien, rien qui comptât vraiment. Il avait tout parié sur Dieu, et sûrement tout lui-même. Sa vie fut apparemment faite de rien et au contraire capable de transformer tout dans le Tout. Et ainsi, là où sa vie risquait de s’enliser, il la transfigurait par l’amour de Dieu, et l’enflammait d’infini ».
Il tombe malade à la fin du mois de mai 1787 et meurt le 31 mai. Après la suppression du couvent de Nicosie, en 1864, sa dépouille est transférée à la cathédrale, en mai 1885 puis dans la nouvelle église des Capucins en 1895.

## Béatification - Canonisation
- L'Ordre des Capucins commence le procès apostolique de béatification le 10 juillet 1828 qui se termine le 12 juillet 1848 à Nicosie.

- Pie IX proclame l'héroïcité de ses vertus le 4 mars 1862,

- Léon XIII le déclare bienheureux le 12 février 1888.

- Il est canonisé le 23 octobre 2005 par Benoît XVI en même temps que :
  - Gaétan Catanoso
  - Josef Bilczewski
  - Zygmunt Gorazdowski
  - Alberto Hurtado

Au terme du synode sur l'Eucharistie et de la Journée mondiale des Missions.